# Giovanni Lucchi
Giovanni Lucchi (Cesena, 21 agosto 1942 – Cremona, 2 agosto 2012) è stato un archettaio italiano.

## Biografia
Studiò contrabbasso, diplomandosi nel 1963 presso il Conservatorio Gioachino Rossini di Pesaro. Iniziò a costruire archi nel 1971, studiando con Johannes e Siegfried Finkel a Brienz. Nel 1976 fondò la prima scuola per archettai in Italia, a Cremona, dove stabilì il suo atelier. Dallo stesso anno iniziò a insegnare costruzione e manutenzione archi per la Regione Lombardia, e dal 2000 fu insegnante di restauro. Morì il 2 agosto 2012 all'età di 69 anni per arresto cardiaco.
Tra i musicisti che hanno fatto uso dei suoi archi vi sono Mstislav Rostropovich, Pinchas Zukerman e Gary Karr.
Un suo arco da violino in argento è stato di recente venduto all'asta a 12100 euro su catawiki.

## Inventore del LucchiMeter che porta il suo nome
Nel 1983 sviluppa dopo varie ricerche il "G. Lucchi Elasticity Tester" o LucchiMeter (conosciuto dagli stranieri come Lucci Meter), uno strumento che consente di misurare la velocità del suono (una delle caratteristiche meccanico-acustiche) dei legni per liuteria e per strumenti musicali in genere, mettendo in risalto in modo nuovo e semplice due fattori importantissimi fino ad allora misurati in modo empirico: elasticità e qualità sonora.

## Allievi
Il Maestro Lucchi Giovanni ha avuto molti allievi, molti di loro sono diventati importanti artisti, qualcuno ha anche fondato nuove scuole di archetteria nella propria nazione. Qui una piccola e parziale lista: Emilio Slaviero, Daniel Tobias Navea Vera, Pietro Cavalazzi, Giorgio Grisales, Francisco Gonzalez Espinoza, Octavio Aranda, Andreas Grütter, Llorenç Fenollosa, Zheng Quan, Arturo Moreno, Juliane Schanzenbach, Paolo Pamiro, Andrea Proietti, Arturo Ponce, Gastaldi Marco Maria, Ivan Delgado e Michalis Pantelides.

## Incarichi Pubblici
Segretario della Associazione Italiana Liutai e Archettai (dal 1991 al 1992)
Presidente dei Liutai presso Associazione Artigiani della Provincia di Cremona (dal 1991 al 1998)
Rappresentante Archettai nella Assemblea Triennale di Cremona (dal 1995 al 1998)
Membro della European Association of Master Violin and Bow Makers (dal 1996 al 2000)

## Pubblicazioni
- Lucchi Giovanni, Louisette di Suni, Alessandra Mascaretti, Nell'Arco di una vita - autobiografia, Fondazione Lucchi Cremona, 2012, ISBN 9788890868320.
- Giovanni Lucchi, Repairing a bow using a toothed patch, The Strad, ottobre 2008
- Giovanni Lucchi, LucchiMeter, The Strad, giugno 1988.
- Giovanni Lucchi, How to Visualize Il Bel Suono in Real Time, The Violin Society of America (Violin Society of America[5]) 1998.
- Giovanni Lucchi, The Bow, Multimedia CD-ROM, 1988
- Giovanni Lucchi, The Use of Empirical and Scientific Methods to Measure the Velocity of Propagation of Sound, The Violin Society of America (Violin Society of America[5]) 1988.